# Бои при Вейсенбурге и Лаутербурге
Бои при Вейсенбурге и Лаутербурге — бои в ходе войны за испанское наследство во время кампании 1705 года на Рейне. 4-5 июля 1705 года французскому маршалу Виллару удалось выбить войска союзников с позиций у Вейсенбурга, но затем он был остановлен у укреплённого лагеря при Лаутербурге. 

## Начало кампании
В начале кампании 1705 года Мальборо попытался начать вторжение во Францию в долине Мозеля. Его наступление было остановлено превосходной французской оборонительной позицией перед Сирком (совр. Сирк-ле-Бэн), а затем, когда маршал Вильруа атаковал и взял крепость Юи и стал угрожать Льежу, обеспокоенные Генеральные штаты Соединённых провинций отозвали Мальборо и его армию обратно в Нидерланды.
22 июня Виллару сообщили, что Мальборо повернул и наступает на линию Мааса, а Людвиг Вильгельм маркграф Баденский возвращается на Рейн, поэтому 24 июня маршал двинулся в сторону Эльзаса, чтобы усилить Рейнскую армию Марсена. По мере продвижения он должен был отправлять из своей армии подкрепления в Нидерланды против Мальборо. 2 июля Виллар остановился в Мюльхаузене, чтобы дать отдых своим войскам. Виллар и Марсен лично встретились в Вёрте, чтобы обсудить свой план на следующий этап кампании. Они решили сначала вытеснить союзников с линий Лаутера, а затем осадить Ландау. Однако Людовик XIV попросил их отложить проект до сентября. 
3 июля армия Виллара двинулась от Мюльхаузена к Вёрту, где соединилась с армией Марсена. Виллар теперь командовал 59 батальонами и 95 эскадронами. В Вёрте французским генералам сообщили, что союзники отступили из Вейсенбурга в Лаутербург, оставив в своем бывшем лагере только два кавалерийских полка и один гусарский полк, а в Вейсенбурге в качестве гарнизона — 2 батальона и 400 отборных солдат.

## Бой при Вейсенбурге
Людовик XIV вскоре изменил свое мнение, когда узнал об эвакуации Трира. Он разрешил Виллару взять 10 батальонов и 12 эскадронов из корпуса Конфлана, оставшегося на Мозеле, и усилить себя. 4 июля на рассвете армия Виллара двинулась четырьмя колоннами во главе с самим маршалом. Когда Виллар приблизился к Вейсенбургу, он отбросил около 550 гусар противника, которые переправились через реку Лаутер и укрылись под стенами Вейсенбурга, которые защищали 5 полков (они готовились к отступлению, но ночью получили встречный приказ).
Когда 10 эскадронов Виллара и голова колонн гренадеров оказались в пределах досягаемости позиций, три драгунских эскадрона спешились и двинулись против редутов, взяв их штурмом. Гусары переправились через Лаутер и преследовали отступавшие войска противника до Лангенканделя, недалеко от Ландау, взяв 100 пленных и частично обоз. Армия Виллара постепенно подошла к Вейсенбургу и расположилась лагерем на правом берегу Лаутера. Основные силы союзных войск, размещенные на линиях Лаутера, отошли в сторону Лаутербурга.

## Бой при Лаутербурге
5 июля утром Виллар разместил 5 батальонов и 8 эскадронов в Вейсенбурге для обеспечения связи с Агенау, откуда приходили конвои с припасами. Затем Виллар и Марсен двинулись двумя колоннами. Виллар возглавлял левую колонну, состоявшую из основных сил армии. Он следовал по правому берегу Лаутера. Остальные 16 батальонов и 20 эскадронов двигались по левому берегу Лаутера. 
Когда армия Виллара подошла к Лаутербургу, его гусары атаковали аванпост из 60 кирасиров, захватив или убив их всех. Де Фрезельер провел разведку позиций союзников с помощью 200 гренадеров и заметил высоту на расстоянии полумушкетного выстрела от их окопов, достаточную длинную, чтобы установить там 40 пушек. Однако, когда он привел туда рабочих, солдаты союзников, расположенные в близлежащем овраге, открыли огонь. Он не смог удержать свою позицию, но сумел установить батарею чуть дальше. Виллар посчитал, что укрепленный лагерь союзников слишком силен, и решил не штурмовать его, а заблокировать.
Армия Виллара расположилась лагерем в Нидерлаутербахе, где располагался штаб. Марсен основал свою штаб-квартиру в Шайбенхардте. Корпус де Шамаранда, оттеснив аванпосты союзников на левом берегу Лаутера, переправился через реку и присоединился к основным силам армии. Союзники были размещены в своем укрепленном лагере, справа — у Берга, а слева — у Лаутербурга.